# Vitex nlonakensis
Espèce
Vitex nlonakensis est une espèce de plantes à fleurs de la famille des Lamiacées et du genre Vitex. C'est un arbuste ou un petit arbre endémique du Cameroun.

## Étymologie
L'épithète spécifique nlonakensis fait référence au mont Nlonako où le premier spécimen a été découvert par Carl Ludwig Ledermann lors de son expédition au Cameroun en 1909.

## Description
C'est un arbuste ou petit arbre.